# Teodoro Obiang Nguema Mbasogo
Teodoro Obiang Nguema Mbasogo, född 5 juni 1942 i Acoacán i provinsen Wele-Nzas, är en ekvatorialguinesisk militär (brigadgeneral) och Ekvatorialguineas president och tillika diktator sedan 3 augusti 1979.

## Biografi
Obiang utbildade sig i Spanien och inledde sin militära karriär 1965. Fyra år senare valdes en äldre medlem av hans stam, Francisco Macías Nguema, till republikens president, varpå Obiang utnämndes till arméchef. Året därpå avancerade Obiang till försvarsminister. 1979 avsatte och avrättade han president Nguema och tog själv över presidentposten. 1982 utsåg det militära rådet honom till president på sju år, och därefter har han återvalts utan motkandidater 1989, 1996 och 2002. Oppositionen har bojkottat varje val. 2009 vann Obiang ännu ett val, med 95 % av rösterna. Oppositionskandidaten Placido Mico Abogo fick bara 3,6 % av rösterna men hävdade att valet var riggat, något som människorättsgrupper håller med om.
Hans son Teodoro Nguema Obiang Mangue är Ekvatorialguineas vicepresident.
I november 2021 utsågs Teodoro Obiang Nguema Mbasogo på sitt partis kongress som kandidat för en sjätte mandatperiod i valet 2022.

## Unesco-Obiang-priset
Den 30 oktober 2007 föreslog Obiang att han genom stiftelsen Obiang Nguema Mbasogo Foundation for the Preservation of Life skulle donera tre miljoner dollar till Unesco för instiftan av ett pris, UNESCO-Obiang Nguema Mbasogo International Prize for Research in the Life Sciences, som årligen skulle tilldelas "projekt och aktiviteter utförda av en individ eller en grupp av individer, forskningsinstitutioner, andra enheter eller icke-statliga organisationer som genom forskning inom livsvetenskaperna har bidragit till att förbättra kvaliteten på mänskligt liv." 2008 godkände Unesco prisets instiftande. En prissumma på 300 000 dollar skulle delas ut, till att börja med årligen under en femårsperiod. Nomineringar för det första priset mottogs från 2009, med en tidsfrist satt till den 25 september 2009.
Flera människorättsgrupper protesterade emellertid mot att Unesco skulle dela ut ett pris utfärdat av en korrupt diktator i ett land med över 75 % av befolkningen i fattigdom. Tidsfristen sköts upp två gånger, först till den 30 december 2009 och sedan till den 30 april 2010. I ett officiellt brev skrev Unescos generaldirektör Irina Bokova den 22 april 2010 att prisutdelningen var tänkt att hållas i slutet av juni 2010. Ledare för ett trettiotal icke-statliga organisationer skrev den 10 maj 2010 ett öppet brev till Bokova, där man återigen tog avstånd från priset och uttryckte sin besvikelse över att Unesco beslutat dela ut det.
Unesco beslöt 15 juni 2010 att uppskjuta utdelandet av priset på obestämd tid. I oktober 2010 bestämde man att helt avskaffa priset, innan det hade delats ut för första gången.

### Fotnoter
1. 1 2 3  Dag Leraand. ”Teodoro Obiang Nguema Mbasogo”. Store norske leksikon. http://snl.no/Teodoro_Obiang_Nguema_Mbasogo. Läst 9 maj 2010.
2. 1 2  ”Equatorial Guinea President Obiang 'wins 95% of vote'”. BBC News. 4 december 2009. http://news.bbc.co.uk/2/hi/africa/8394787.stm. Läst 21 oktober 2010.
3. ↑  Chrisafis, Angelique. ”Son of Equatorial Guinea's president is convicted of corruption in France”. TheGuardian.com. https://www.theguardian.com/world/2017/oct/27/son-of-equatorial-guineas-president-convicted-of-corruption-in-france.
4. 1 2  ”Establishment of the UNESCO-Obiang Nguema Mbasogo International Prize for Research in the Life Sciences” (på engelska). UNESCO. 29 september 2008. http://unesdoc.unesco.org/images/0016/001629/162938e.pdf. Läst 9 maj 2010.
5. 1 2 3 4 5  ”UNESCO: End Alliance with Corrupt Dictator”. Human Rights Watch. 10 maj 2010. http://www.hrw.org/en/news/2010/05/06/letter-unesco. Läst 10 maj 2010.
6. ↑  Irina Bokova (22 april 2010). ”To Ministers responsible for relations with UNESCO”. http://www.hrw.org/sites/default/files/related_material/Bokova%20Letter%2022%20Apr%202010.pdf. Läst 10 maj 2010.
7. ↑  ”RE: Failure to Halt the UNESCO‐Obiang International Prize for Research in the Life Sciences”. 10 maj 2010. http://www.hrw.org/sites/default/files/related_material/Joint%20NGO%20Letter%20to%20Bokova%20May%2010%202010.pdf. Läst 10 maj 2010.
8. ↑  ”FN-organ slopar diktatorspris”. Dagens Nyheter. 15 juni 2010. http://www.dn.se/nyheter/varlden/fn-organ-slopar-diktatorspris. Läst 15 juni 2010.
9. ↑  ”UN drops award sponsored by Equatorial Guinea's Obiang”. BBC News. 21 oktober 2010. http://www.bbc.co.uk/news/world-africa-11595933. Läst 21 oktober 2010.